# Willi Dargaschewski
Wilhelm Heinrich Dargaschewski (* 15. Mai 1921 in Gelsenkirchen; † 22. Mai 2005, ebenda) war ein deutscher Fußballspieler.

## Karriere
„Heia“ Dargaschewski, so sein Spitzname, spielte von 1939 bis 1952 beim FC Schalke 04. Schon mit 18 wurde der Hilfsarbeiter in der ersten Mannschaft in der Gauliga Westfalen eingesetzt. Seinen ersten Treffer für Königsblau erzielte er am 4. Februar 1940 bei einem 7:0-Sieg der Knappen bei Borussia Dortmund. Von Oktober 1940 bis Oktober 1942 leistete er Kriegsdienst, wurde mehrmals verwundet und schließlich als dienstunfähig entlassen. Seit 1943 gehörte der linke Läufer zu den Stammspielern in der Schalker Elf. So stand er in dem Team, das im Halbfinale des Pokalwettbewerbs 1943 gegen den späteren Pokalsieger Vienna Wien 2:6 verlor.
Auch nach dem Krieg war Dargaschewski eine Stammgröße in der Schalker Mannschaft. Mit dem Verein zog er in dieser Zeit zu Freundschaftsspielen über Land, den so genannten „Kartoffelspielen“, für die die Spieler mit Naturalien entlohnt wurden. „Der Fußball war in der Nachkriegszeit unsere große Leidenschaft. Es ging in den Spielen immer sehr freundschaftlich und schon fast familiär zu“, erinnerte er sich später. In der Britischen Zonenmeisterschaft 1947 stand er in den Vorrundenspielen in der Formation, die nicht zuletzt aufgrund eines Eigentores Dargaschewskis gegen den Hamburger SV ausschied. 1951 stand er in 29 von 30 Begegnungen der Oberliga West auf dem Platz und wurde mit Schalke westdeutscher Meister. In der Endrunde um die deutsche Meisterschaft wurde er in allen Partien eingesetzt und erzielte am 3. Juni 1951 das Tor zum Sieg beim FC St. Pauli. Sein letztes Spiel für die Blauen machte Dargaschewski am 2. Juni 1952 ebenfalls in der Meisterschafts-Endrunde; Schalke verlor diese Begegnung gegen den 1. FC Saarbrücken mit 2:4. In 183 Pflichtspielen in 13 Jahren „auf“ Schalke erzielte er zwölf Tore. Anschließend spielte er noch eine Zeitlang in Remscheid und bei den Sportfreunden Katernberg in Essen. 
Im Mai 2005 starb Dargaschewski 84-jährig in seiner Heimatstadt Gelsenkirchen.